# Pachaharwa
Pachaharwa (nep. पचहर्वा) – gaun wikas samiti w środkowej części Nepalu w strefie Dźanakpur w dystrykcie Dhanusa. Według nepalskiego spisu powszechnego z 2011 roku liczył on 656 gospodarstw domowych i 3777 mieszkańców (1886 kobiet i 1891 mężczyzn).